# Convegno di Savona
Il Convegno di Savona si tenne il 26 giugno 1507. Fu il vertice europeo che ebbe come protagonisti re Luigi XII di Francia e Ferdinando II di Aragona il Cattolico re di Spagna, con Germana de Foix.
Fu il preludio alla Lega di Cambrai. "Alla fine del giugno di quell'anno, la città è per alcuni giorni il centro del mondo politico occidentale".
Il Re di Francia alloggiò in vescovado (fu forse lui a scegliere Savona quale sede del vertice), Ferdinando nel Castello di San Giorgio, mentre la regina nel palazzo di Giulio II. Erano presenti all'evento i delegati di moltissimi Stati europei.